# MAINWAY
MAINWAY é um banco de dados mantido pela Agência de Segurança Nacional americana (NSA) que contém metadados para centenas de milhares de milhões de chamadas telefónicas feitas através das quatro maiores operadoras de telefonia dos Estados Unidos: AT&T, SBC, BellSouth (as três agora chamadas AT&T) e Verizon.